# International German Open 2014
International German Open 2014, oficiálním názvem se jménem sponzora Bet-at-home Open – German Tennis Championships 2014, byl tenisový turnaj pořádaný jako součást mužského okruhu ATP World Tour, který se hrál v druhém největším městě Německa Hamburku na otevřených antukových dvorcích. Konal se mezi 14. až 20. červencem 2014 v areálu Am Rothenbaum jako 108. ročník tohoto turnaje.
Turnaj s rozpočtem 1 322 150 eur patřil do kategorie ATP World Tour 500. Nejvýše nasazeným hráčem ve dvouhře se stal sedmý hráč žebříčku David Ferrer ze Španělska, startující na divokou kartu, kterého ve finále zdolal argentinský tenista Leonardo Mayer.

## Distribuce bodů a finančních odměn

### Distribuce bodů
| Soutěž         | vítězové | finalisté | semifinalisté | čtvrtfinalisté | 16 v kole | 32 v kole | 64 v kole | Q  | Q2 | Q1 |
| -------------- | -------- | --------- | ------------- | -------------- | --------- | --------- | --------- | -- | -- | -- |
| mužská dvouhra | 500      | 300       | 180           | 90             | 45        | 20        | 0         | 10 | 4  | 0  |
| mužská čtyřhra | 500      | 300       | 180           | 90             | 0         |           |           |    |    |    |

### Finanční odměny
| Soutěž                              | vítězové | finalisté | semifinalisté | čtvrtfinalisté | 16 v kole | 32 v kole | 64 v kole | Q2   | Q1   |
| ----------------------------------- | -------- | --------- | ------------- | -------------- | --------- | --------- | --------- | ---- | ---- |
| mužská dvouhra                      | €272 300 | €124 160  | €57 840       | €27 605        | €13 430   | €7 160    | €4 165    | €770 | €400 |
| mužská čtyřhra                      | €84 970  | €38 340   | €18 080       | €8 740         | €4 470    |           |           |      |      |
| částka ve čtyřhře je uvedena na pár |          |           |               |                |           |           |           |      |      |

## Mužská dvouhra

### Nasazení
| Stát                            | Hráč                   | ATP | Nasazení |
| ------------------------------- | ---------------------- | --- | -------- |
| Španělsko                       | David Ferrer           | 7.  | 1.       |
| Itálie                          | Fabio Fognini          | 15. | 2.       |
| Španělsko                       | Tommy Robredo          | 18. | 3.       |
| Ukrajina                        | Alexandr Dolgopolov    | 19. | 4.       |
| Rusko                           | Michail Južnyj         | 22. | 5.       |
| Španělsko                       | Roberto Bautista Agut  | 23. | 6.       |
| Německo                         | Philipp Kohlschreiber  | 26. | 7.       |
| Španělsko                       | Marcel Granollers      | 28. | 8.       |
| Španělsko                       | Fernando Verdasco      | 29. | 9.       |
| Španělsko                       | Guillermo García-López | 32. | 10.      |
| Kolumbie                        | Santiago Giraldo       | 34. | 11.      |
| Francie                         | Gilles Simon           | 36. | 12.      |
| Argentina                       | Federico Delbonis      | 38. | 13.      |
| Portugalsko                     | João Sousa             | 40. | 14.      |
| Argentina                       | Carlos Berlocq         | 41. | 15.      |
| Itálie                          | Andreas Seppi          | 45. | 16.      |
| Žebříček ATP k 7. červenci 2014 |                        |     |          |

### Jiné formy účasti na turnaji
Následující hráči obdrželi divokou kartu do hlavní soutěže:
- David Ferrer
- Peter Gojowczyk
- Tobias Kamke
- Julian Reister
- Alexander Zverev

Následující hráči postoupili z kvalifikace:
- Mate Delić
- Gastão Elias
- Daniel Gimeno Traver
- Marsel İlhan
- Filip Krajinović
- Albert Ramos-Viñolas
  -  Thomaz Bellucci – jako šťastný poražený

### Odhlášení
Před začátkem turnaje
- Nicolás Almagro
- Roberto Bautista Agut
- Jérémy Chardy
- Tommy Haas (poranění ramena)
- Denis Istomin
- Jürgen Melzer
- Stéphane Robert

v průběhu turnaje
- Martin Kližan

### Skrečování
- Filip Krajinović (žaludeční onemocnění)
- Julian Reister (poranění pravého hlezna)

## Čtyřhra

### Nasazení párů
| Země                                                                       | Hráč              | Země      | Hráč              | ATP | Nasazení |
| -------------------------------------------------------------------------- | ----------------- | --------- | ----------------- | --- | -------- |
| Rakousko                                                                   | Alexander Peya    | Brazílie  | Bruno Soares      | 6.  | 1.       |
| Španělsko                                                                  | David Marrero     | Španělsko | Fernando Verdasco | 25. | 2.       |
| Španělsko                                                                  | Marcel Granollers | Španělsko | Marc López        | 32. | 3.       |
| Spojené království                                                         | Jamie Murray      | Austrálie | John Peers        | 55. | 4.       |
| Žebříček ATP k 7. červenci 2014; číslo je součtem umístění obou členů páru |                   |           |                   |     |          |

### Jiné formy účasti
Následující páry obdržely divokou kartu do hlavní soutěže:
- Andre Begemann /  Alexander Zverev
- Martin Emmrich /  Christopher Kas

Následující páry postoupily z kvalifikace:
- Michail Kukuškin /  Philipp Marx
  -  Facundo Bagnis /  Diego Schwartzman – jako šťastný poražený

### Odhlášení
Během turnaje
- Roberto Bautista Agut (gastrointestinalní onemocnění)
- Julian Reister (poranění pravého hlezna)

## Přehled finále

### Mužská dvouhra
- Leonardo Mayer vs.  David Ferrer, 6–7(3–7), 6–1, 7–6(7–4)

### Mužská čtyřhra
- Marin Draganja /  Florin Mergea vs.  Alexander Peya /  Bruno Soares, 6–4, 7–5